# Heliacus sterkii
Heliacus sterkii is een slakkensoort uit de familie van de Architectonicidae. De wetenschappelijke naam van de soort is voor het eerst geldig gepubliceerd in 1908 door Pilsbry & Vanatta.